# Rush (luchador)
William Arturo Muñoz González  (Municipio de Tala, Jalisco; el 29 de septiembre de 1988) es un luchador profesional mexicano, más conocido bajo el nombre de Rush quien trabaja actualmente en el All Elite Wrestling y Lucha Libre AAA Worldwide bajo el nombre de Rush "El Toro Blanco". El padre de William Arturo Muñoz es también un luchador profesional, donde luchaba en el CMLL bajo el nombre de La Bestia del Ring, antes utilizando el nombre de Pierroth, mientras que dos de sus hermanos también trabajan con sus máscaras y los nombres de Místico y Dragon Lee.
Después de haber comenzado originalmente su carrera en 2007, trabajando para varias promociones independientes bajo el nombre de Latino, Muñoz estuvo en el Consejo Mundial de Lucha Libre (CMLL) desde 2009 hasta 2019.
Sus logros ha sido dos veces campeón mundial al ser Campeón Mundial de ROH en dos ocasiones. También fue una vez Campeón Mundial de Peso Semicompleto del CMLL, dos veces Campeón Mundial en Parejas del CMLL con La Máscara (en una ocasión) y El Terrible (en una ocasión), una vez Campeón Mundial de Tercias del CMLL con Marco Corleone y Máximo y también fue ganador de Leyenda Azul (2017). Actualmente Rush ha estado invicto en las luchas de apuestas.

## Carrera

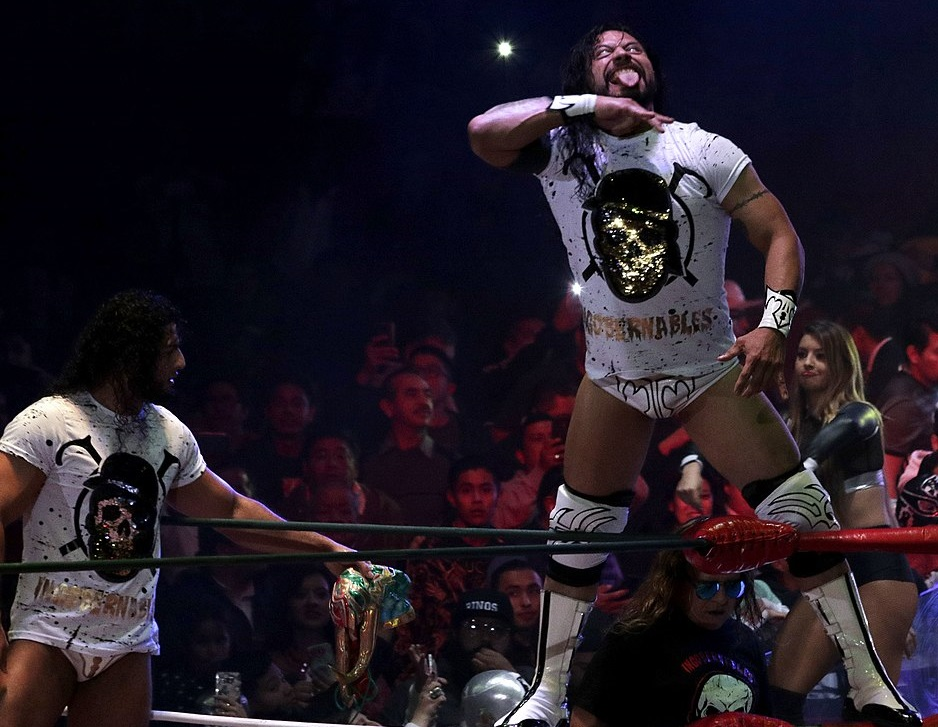
Rush y El Terrible

### International Wrestling Revolution Group (2008-2009)
Muñoz debutó en el International Wrestling Revolution Group (IWRG) en octubre de 2008, actuando bajo el nombre de Latino. Él lucharía para IWRG durante ocho meses, antes de hacer su última aparición, el 7 de junio de 2009. 

### Consejo Mundial de Lucha Libre (2009-2019)
Durante el verano de 2009, Muñoz fue contratado por una de las principales promociones de México, el Consejo Mundial de Lucha Libre (CMLL), y se le dio el nuevo nombre de anillo Rouge, que poco después fue ajustado a su forma actual, Rush. Debutó para la promoción el 9 de agosto, formando equipo con Mictlán y Stuka Jr. para derrotar a Hooligan, Loco Max y Pólvora en un combate por equipos de seis hombres. Rush pasaría su primer año en el equipo de etiqueta de lucha libre de promoción y en equipos de etiqueta de seis hombres, a menudo en equipo con Máximo, Mictlán, Metro y Toscano . A pesar de ser reservado como un técnico, Rush a menudo mostraba tendencias de rudo durante sus luchas. Durante el verano de 2010, Rush entró en una lucha con Loco Max, que culminó el 15 de agosto en una Lucha de Apuestas, donde Rush salió victorioso, lo que obligó a su adversario a afeitarse el pelo. El 25 de noviembre, Rush ganó el Concurso de culturismo de CMLL en la categoría avanzada.
El 15 de febrero, Rush hizo equipo con Máscara Dorada y La Sombra contra el equipo del Averno , Dragón Rojo, Jr. y Ephesto y logró ganar la lucha para su equipo tras cubrir el Campeón Mundial de Peso Semicompleto del CMLL Ephesto, después lo desafió a un combate para el título. La pelea por el título tuvo lugar el 22 de febrero y vio a Rush derrotar a Ephesto para convertirse en el nuevo Campeón Mundial de Peso Semicompleto del CMLL. En respuesta a la reacción en contra de su repentino oportunidad, Rush reconoció a sus muchos detractores al publicar una lista de las diversas movidas que podía hacer en el ring, mientras también promocionaba su juventud, fortaleza y físico.
Después de defender con éxito el Campeonato Mundial de Peso Semicompleto del CMLL contra Rey Bucanero y Psicosis, Rush recibió una oportunidad en el Campeonato Mundial de Peso Completo del CMLL, celebrado por Último Guerrero. La pelea por el título tuvo lugar el 12 de junio y vio a Guerrero retener su título de dos caídas a uno. Después, Rush comenzó una rivalidad con el luchador japonés Yoshihashi, lo que llevó a los dos a aceptar enfrentarse en una Lucha de Apuestas. El 1 de agosto, Rush derrotó a Yoshihashi dos caídas a uno para ganar su segundo combate de apuestas. El 23 de agosto, Rush hizo su tercera defensa exitosa del Campeonato Mundial de Peso Semicompleto del CMLL al derrotar al Mr. Águila. El 20 de septiembre, Rush, Ángel de Oro y Diamante perdieron el Campeonato Nacional Mexicano de Tríos ante Los Invasores (Olímpico, Psicosis y Volador Jr.).
El 13 de noviembre, Rush defendió con éxito el Campeonato Mundial de Peso Semicompleto del CMLL contra El Terrible. El mes siguiente, Rush se asoció con Máximo y el regreso de Marco Corleone para formar La Tercia Sensación, más tarde rebautizada como El Bufete del Amor. El 25 de diciembre, Rush y El Terrible sobrevivieron a un combate de torneo cibernético utilizado para determinar a los dos competidores en un partido por el Campeonato Mundial de Peso Completo del CMLL. El 1 de enero de 2012, Rush fue derrotado por El Terrible dos caídas a uno para ganar el Campeonato Mundial de Peso Completo del CMLL.
El 21 y 22 de enero, Rush participó en CMLL y New Japan Pro Wrestling (NJPW), coprodujo los eventos de FantasticaManía en Tokio, haciendo equipo con Máscara Dorada, perdiendo contra el equipo de Hirooki Goto y Kushida en la primera noche y perdiendo contra ir a un combate individual en la segunda noche. El 19 de febrero, El Bufete del Amor derrotó a Los Hijos del Averno (Averno, Ephesto y Mephisto) para ganar el Campeón Mundial de Tercias del CMLL. También en febrero, Rush se asoció con El Terrible en el Nacional Parejas Increíbles torneo, donde los equipos estaban formados por rivales. Rush y El Terrible eventualmente llegaron a la final del torneo el 2 de marzo de 2012 en Homenaje a Dos Leyendas, donde fueron derrotados por el equipo de Atlantis y Niebla. Dos días más tarde, Rush defendió con éxito el Campeonato Mundial de Peso Semicompleto del CMLL contra El Terrible, el actual Campeón Mundial CIML de Peso Pesado. En mayo, Rush comenzó una pelea con el representante de New Japan Pro Wrestling, Yujiro Takahashi, que construyó un combate  el 5 de junio, donde Rush defendió con éxito el Campeonato Mundial de Peso Semicompleto del CMLL contra su rival.
El 8 de julio, New Japan Pro Wrestling anunció a Rush como participante en el torneo G1 Climax (2012). Rush regresó a la promoción el 29 de julio en Last Rebellion, donde él, Karl Anderson, MVP y Shelton Benjamin derrotaron a Suzuki-gun (Minoru Suzuki, Lance Archer, Taichi y Taka Michinoku) en un combate por equipos de ocho hombres. Rush abrió su torneo G1 Climax el 1 de agosto con una victoria sobre Hirooki Goto, vengando su derrota de FantasticaManía. Después de tres victorias, una sobre El contendiente por el Campeonato Peso Pesado de la IWGP Tetsuya Naito, y cinco derrotas, Rush fue eliminado del torneo el 11 de agosto, finalmente terminó último en su bloque. Tras el regreso de Rush a CMLL, continuó su rivalidad con El Terrible al entrar en el torneo del Campeonato Universal 2012 , donde llegó a la final de su bloque, antes de perder contra El Terrible, después de lo cual fue atacado por ambos El Terrible y su compañero Rey Bucanero. El 9 de septiembre, Rush derrotó a Bucanero en un combate de jaula de acero para retener el Campeonato Mundial de Peso Semicompleto del CMLL. La rivalidad de Rush con El Terrible culminó cinco días después en el evento principal del séptimo Aniversario Show de CMLL, donde Rush salió victorioso en una Lucha de Apuestas, lo que obligó a su rival a afeitarse la cabeza.
El 11 de noviembre, NJPW anunció que Rush y Diamante Azul se unirían bajo el nombre CMLL Asesino para la World Tag League 2012 , que tendrá lugar del 20 de noviembre al 2 de diciembre. Rush y Diamante terminaron el torneo el 28 de noviembre de 2012 con solo cuatro puntos después de victorias sobre Tencozy (Hiroyoshi Tenzan y Satoshi Kojima) y Complete Players (Masato Tanaka y Yujiro Takahashi), terminando en el último lugar del Grupo B, después de las derrotas a los equipos de Chaos (Takashi Iizuka y Toru Yano), K.E.S. (Lance Archer y Davey Boy Smith Jr.), Muscle Orchestra (Manabu Nakanishi y Strong Man), y finalmente Black Dynamite (MVP y Shelton Benjamin).
El 15 de enero de 2013, Rush deja vacante el Campeonato Mundial de Peso Semicompleto del CMLL para obtener otra oportunidad por el Campeonato Mundial de Peso Completo del CMLL de El Terrible. El 18 de enero, Rush regresó a Japón para participar en el evento de tres días FantasticaManía. Durante la primera noche, derrotó al ex-rival Yoshi-Hashi en un mano o mano. La noche siguiente, Rush fue atrapado por la victoria de Rey Escorpión en un combate por equipos de seis hombres, donde él, Hiroshi Tanahashi y La Máscara se enfrentaron a Escorpión, Kazuchika Okada y Volador Jr.. Durante la tercera y última noche, Rush derrotó a Escorpión en un mano a mano.
El 27 de septiembre de 2019, Rush luchó en el evento Death Before Dishonor XVII de ROH y no en el 86th Aniversario del CMLL. Ese mismo día, anunció en su Twitter que se declara como luchador independiente, dejando oficialmente del CMLL. Poco después, CMLL anunció que habían despedido a Muñoz y a su hermano Dragon Lee por no seguir las pautas establecidas por el departamento de programación de la empresa.

### Ring of Honor (2018-2021)
A través de relación de trabajo con Ring of Honor (ROH). Rush hizo su debut para ROH el 15 de diciembre de 2018, derrotando a TK O'Ryan en su primera lucha para el grupo. Después del combate, fue atacado por el resto de The Kingdom (Matt Taven & Vinny Marseglia) que construyeron en la rivalidad de Rush y Taven en México. El 15 de enero de 2018 se anunció que Rush había firmado un contrato exclusivo con Ring of Honor.
El 9 de febrero de 2019, Rush derrotó a Vinny Marseglia en su primera lucha de ROH. El 15 de marzo, Rush hizo su debut en ROH 17th Anniversary Show derrotando a Bandido.
El 27 de septiembre en Death Before Dishonor XVII, Rush logró derrotar a Matt Taven ganando el Campeonato Mundial de ROH por primera vez en su carrera en ROH, siendo el primer mexicano en ganar el título mundial en dicha empresa. En Final Battle, perdió el campeonato ante PCO. El 15 de diciembre en Final Battle Fallout, Rush presentó la rama estadounidense de La Facción Ingobernable, incluidos él, Dragon Lee, Kenny King y Amy Rose.

### Lucha Libre AAA Worldwide (2019-2022)
El 1 de diciembre de 2019 en Triplemanía Regia, Rush hizo su debut en la AAA, derrotando a Pagano y L.A. Park en un Triple Threat Match. El 14 de diciembre en Guerra de Titanes, el ahora renombrado como Rush "El Toro Blanco" se asoció con Blue Demon Jr. y Rey Escorpión para derrotar a Psycho Clown, Dr. Wagner Jr. y Drago. Después del combate, se anunció que Rush, La Bestia del Ring, Killer Kross, L.A. Park y Konnan estaban formando un nuevo grupo llamado "La Facción Ingobernable" (basado en el grupo Los Ingobernables de Rush de CMLL).

### All Elite Wrestling (2022-presente)
El 29 de mayo de 2022, durante el pay-per-view Double or Nothing, Rush fue revelado como un nuevo luchador de All Elite Wrestling alineándose con su excompañero y compatriota Andrade El Ídolo. En el episodio del 24 de junio de Rampage, Rush hizo su debut televisado en AEW, ayudando a Andrade a llevarse la victoria sobre Rey Fenix.
El 30 de septiembre, Rush firmó un contrato de tiempo completo con AEW después de que solo le pagaran por aparición.

## Vida personal
Muñoz tiene al menos dos hermanos menores que también se convirtieron en luchadores profesionales, más conocidos como el segundo Dralistico y Dragon Lee.

## Campeonatos y logros
- Consejo Mundial de Lucha Libre
  - Campeonato Mundial de Peso Semicompleto del CMLL (1 vez)
  - Campeonato Mundial en Parejas del CMLL (2 veces) – con La Máscara (1) y El Terrible (1)
  - Campeonato Mundial de Tríos del CMLL (1 vez) – con Máximo y Marco Corleone (1)
  - Campeonato Nacional de Tríos (2 veces) – con Ángel de Oro y Diamante (1) & La Máscara y Titán (1)
  - Copa CMLL (2014) – con Marco Corleone[19]
  - Copa Pachuca (2012) – con El Terrible[20]
  - Leyenda Azul (2017)
  - Torneo Nacional de Parejas Increíbles (2018) – con El Terrible

- Kaoz Lucha Libre
  - Campeonato Mundial de Peso Completo de Kaoz (1 vez)

- Ring of Honor
  - ROH World Championship (2 veces)

- Wrestling Observer Newsletter
  - Best Gimmick (2017)  como parte de Los Ingobernables de Japón[21]

- Pro Wrestling Illustrated
  - Situado en el Nº271 en los PWI 500 de 2011[22]
  - Situado en el Nº145 en los PWI 500 de 2012[23]
  - Situado en el Nº131 en los PWI 500 de 2013[24]
  - Situado en el Nº243 en los PWI 500 de 2014[25]
  - Situado en el Nº253 en los PWI 500 de 2016[26]
  - Situado en el Nº326 en los PWI 500 de 2017[27]
  - Situado en el Nº198 en los PWI 500 de 2018[28]
  - Situado en el Nº137 en los PWI 500 de 2019[29]
  - Situado en el Nº18 en los PWI 500 de 2020[30]

## Luchas de apuestas
| Ganador                                | Perdedor                              | Lugar            | Evento                         | Fecha                    | Notas |
| -------------------------------------- | ------------------------------------- | ---------------- | ------------------------------ | ------------------------ | ----- |
| Rush (cabellera)                       | Loco Max (cabellera)                  | Ciudad de México | Live event                     | 15 de agosto de 2010     |       |
| Rush (cabellera)                       | Yoshihashi (cabellera)                | Ciudad de México | Live event                     | 1 de agosto de 2011      |       |
| Rush (cabellera)                       | El Terrible (cabellera)               | Ciudad de México | 79th Aniversario del CMLL      | 14 de septiembre de 2012 |       |
| Rush (cabellera)                       | Shocker (cabellera)                   | Ciudad de México | Homenaje a Dos Leyendas (2014) | 21 de marzo de 2014      |       |
| Rush (cabellera)                       | Negro Casas (cabellera)               | Ciudad de México | Juicio Final (2014)            | 1 de agosto de 2014      |       |
| Rush (cabellera)                       | Máximo Sexy (cabellera)               | Ciudad de México | Homenaje a Dos Leyendas        | 18 de marzo de 2016      |       |
| Rush y Bárbaro Cavernario (cabelleras) | Matt Taven y Volador Jr. (cabelleras) | Ciudad de México | 85th Aniversario del CMLL      | 14 de septiembre de 2018 |       |